# Rareș Dumitrescu
Rareș Dumitrescu, född den 24 december 1983 i Brașov, Rumänien, är en rumänsk fäktare som tog OS-silver i herrarnas lagtävling i sabel i samband med de olympiska fäktningstävlingarna 2012 i London.